# Tipula mutila
Tipula mutila är en tvåvingeart som beskrevs av Einar Wahlgren 1905. Tipula mutila ingår i släktet Tipula och familjen storharkrankar. Arten är reproducerande i Sverige. Inga underarter finns listade i Catalogue of Life.